# T2 3-D: 배틀 어크로스 타임

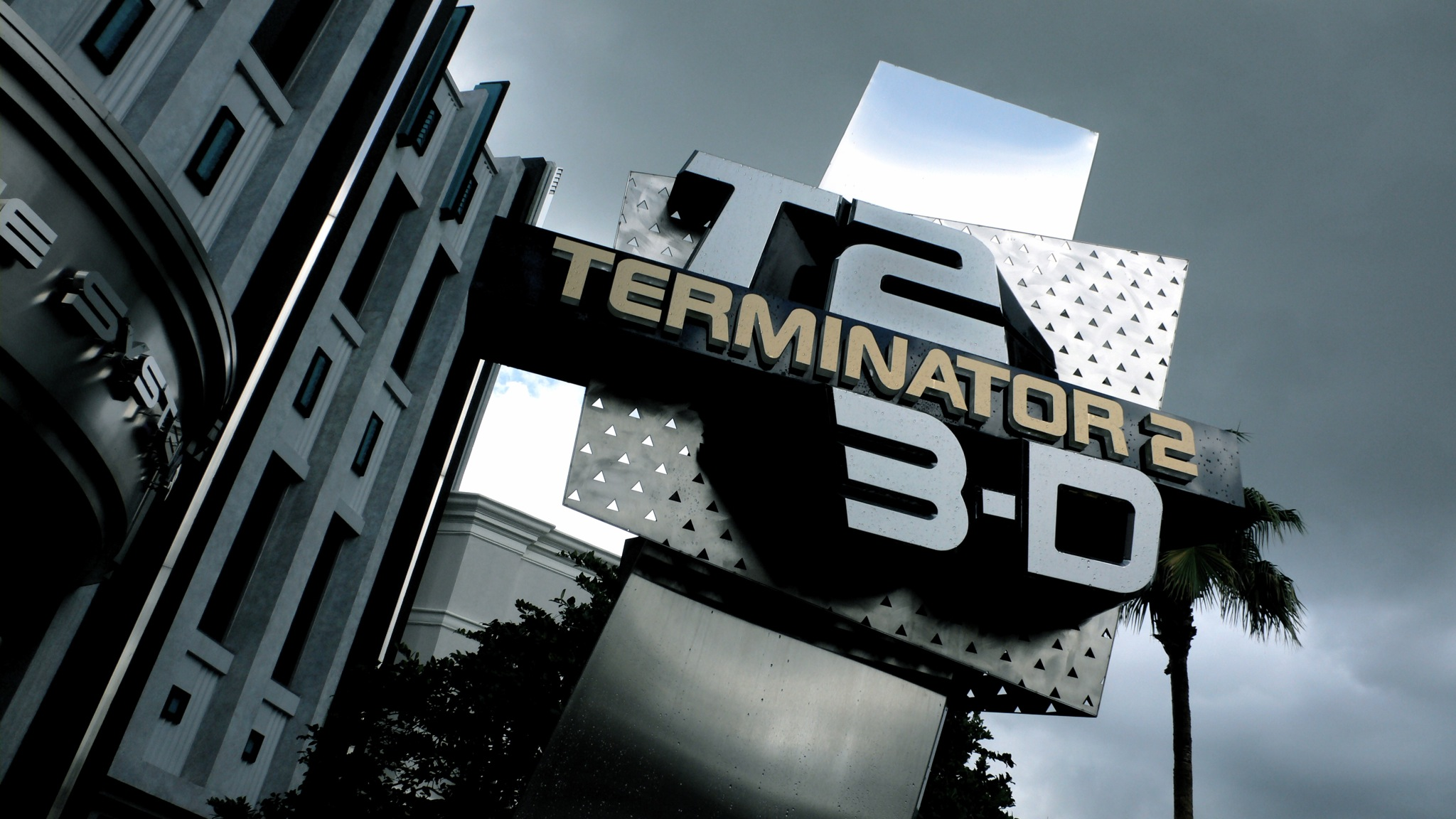
T2 3-D: 배틀 어크로스 타임

T2 3-D: 배틀 어크로스 타임(T2 3-D: Battle Across Time)은 여러 유니버설 스튜디오 놀이공원에 잇는 3D 영화 입체 어트랙션이다. 전쟁 신이 실감나게 펼쳐진다.